# Lada Oká/VAZ-1111
El Lada Oká o VAZ-1111 es un automóvil del segmento A desarrollado y diseñado en Rusia en 1988 por AvtoVAZ, con un motor de 2 cilindros y una cilindrada de 750 cc, del tipo SOHC. Este modelo nunca entró a plena producción en las líneas de AvtoVAZ; toda la producción se cedió a las plantas SeAZ en Serpukhov y a la ZMA en Naberezhnye Chelny (anteriormente propiedad de Kamaz, ahora propiedad de SeverstalAvto). Aún no hay planes de retomar su producción en la planta en Yelabuga y dichos planes nunca se han materializado. Este coche es a su vez producido en Azerbaiyán por la Autoplanta de Gyandzha. Su nombre proviene del río Oká en Rusia, donde la planta de Serpukhov está situada.

## Historia

### Inicios
Este extremadamente barato, ligero en peso, y simple coche reemplazó al microcoche ZAZ Zaporozhets, desarrollado en 1975, con la idea de ser el "coche popular de las masas" y que sirvió a su propósito en al menos una década, como un medio de transporte de bajo costo, a su vez fue sujeto ocasional de bromas y chistes crueles por sus reducidas capacidades. En sus orígenes era el único coche soviético que era tan básico, y que a su vez era especial por ser el vehículo más fácil de acceder para los discapacitados, siendo muy similar en dimensiones al SZD. Inicialmente, cuando los ingenieros de la planta de Serpukhov tuvieron la idea de desarrollar el proyecto Oká, buscaron la asesoría de sus colegas de la planta de AvtoVAZ, por eso se cree que el coche es en realidad un modelo de Lada.

### Ideas
La inspiración de dicha idea provino a Yuri Vereschagin, diseñador de exteriores de la planta VAZ que creó el concepto visual del Oká, provino del modelo de kei car japonés Daihatsu Cuore. Seriamente restringido a las especificaciones finales del proyecto, iniciaría muy arduamente su trabajo con la convicción de que dicho coche se materializaría en un vehículo de producción en serie.
Para ser el reemplazo del microcoche SZD y al estar equipado con un simple motor de motocicleta, Andrei Rozov; uno de los líderes de ingenieros de la VAZ, diseñó un nuevo motor desde ceros, pero para acelerar la producción se decide el "cortar por la mitad" un motor de 4 cilindros existente de la Lada. Siendo el año 1983, y como era en principio el primer coche soviético de tracción delantera, el 2109, ya estaba listo para llegar al mercado; pero el origen del Oka rápidamente le haría el próximo proyecto de "coche popular",  y el único que "cada ingeniero de producción pudiera realizar".
Nunca se pensó que por sus comparativamente satisfactorias características técnicas y muy bajo precio frente a otros coches de producción local (hasta ahora su precio no supera los US$3500), le darían una prolífica lista y lugar en ventas, dadas las turbulencias debido al cambio de régimen y de mercado que se dio después de la disolución de la Unión Soviética.

### Aparición en público
En el International Motor Show de Moscú del año 1989, la planta VAZ exhibió una versión electro-propulsada y alimentada por medio de baterías, dicha variante es conocida como el VAZ-1111E. Este coche se produjo en un sistema de ordenamiento directo hasta el año de 1998. Las baterías de 120V eran almacenadas en el compartimiento del motor, entre los asientos y la bahía de carga, le daban al coche un recorrido máximo de 100km, aproximadamente.

### Actualidad

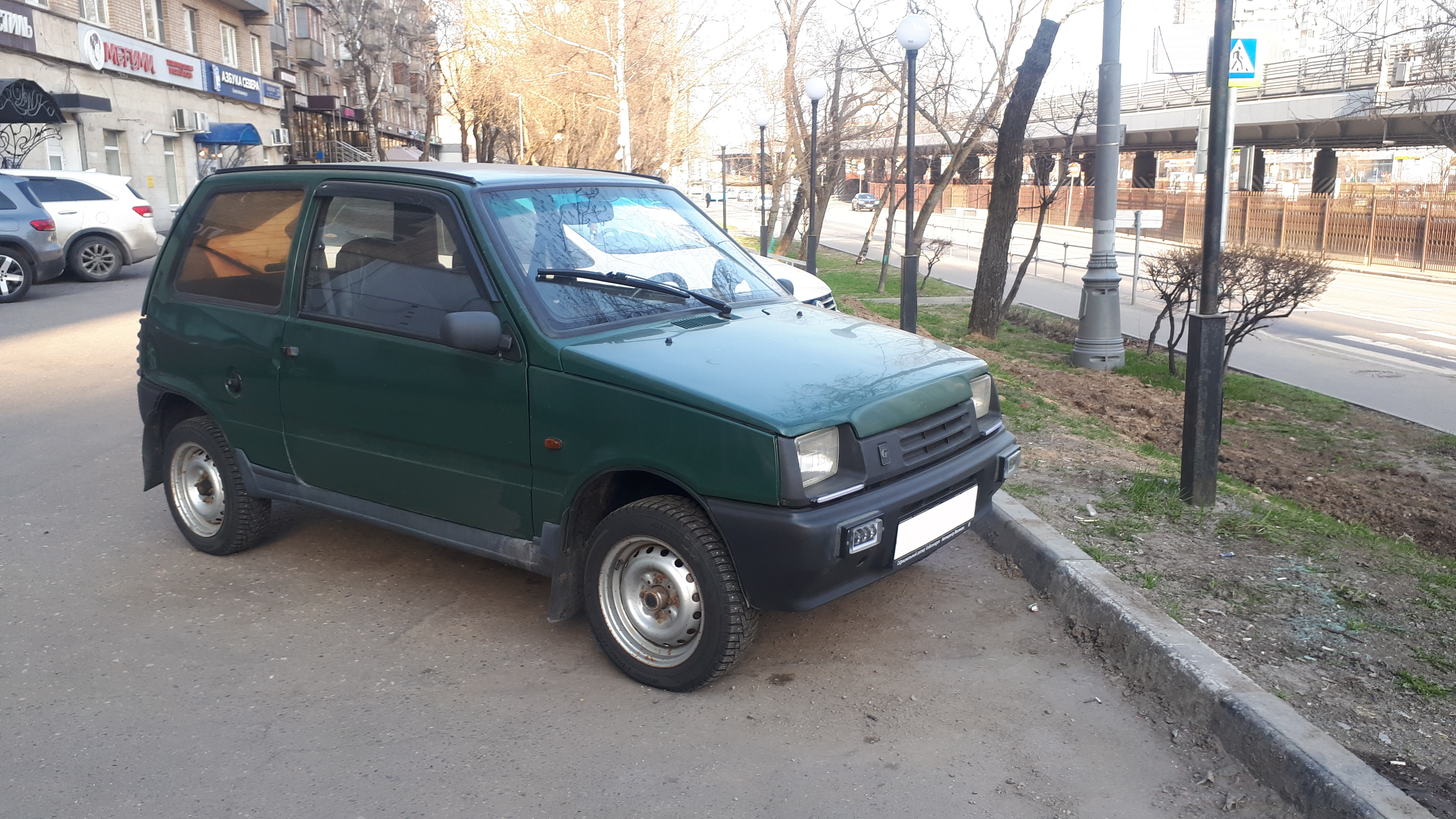
Oka.

Para el año 2006, se sabe de cuatro versiones del Oka que eran comercializadas: 
- VAZ-11113 Oká

La versión básica hecha por ZMA (Naberezhnye Chelny) o por la fábrica de SeAZ, sus especificaciones básicas son de 33 HP, 125 kilómetros por hora (78 mph) de velocidad tope, con un máximo de consumo de 3.2 litros por cada 100 km de recorrido.
- VAZ-11301 Astro/ "custom"

Con 49 HP de fuerza.
- VAZ-11113-27 Toyma

Vehículo comercial subcompacto, con un compartimiento de carga después de las dos sillas traseras, similar en prestaciones a la versión básica.

## Usos

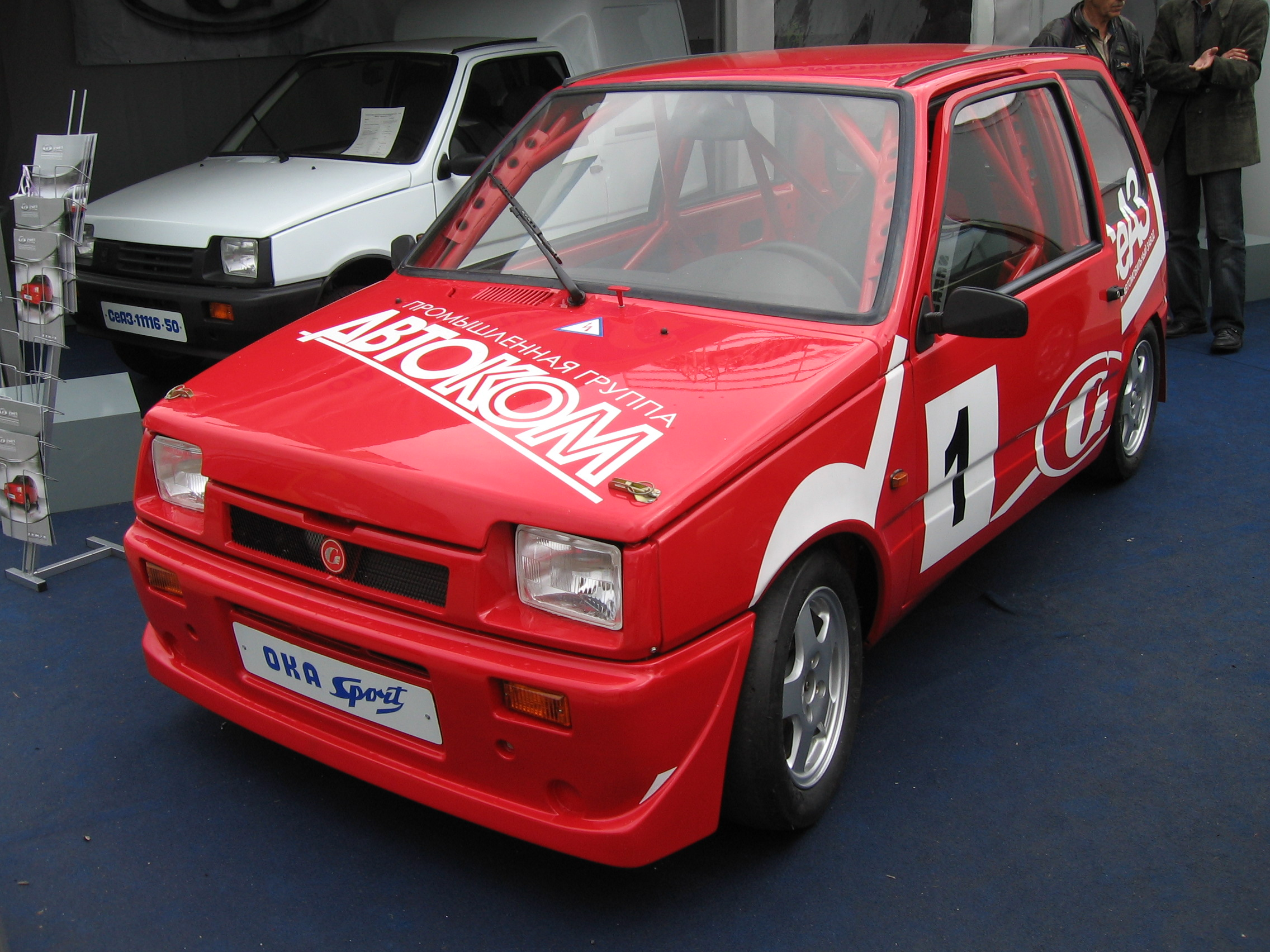
Oka Sport.

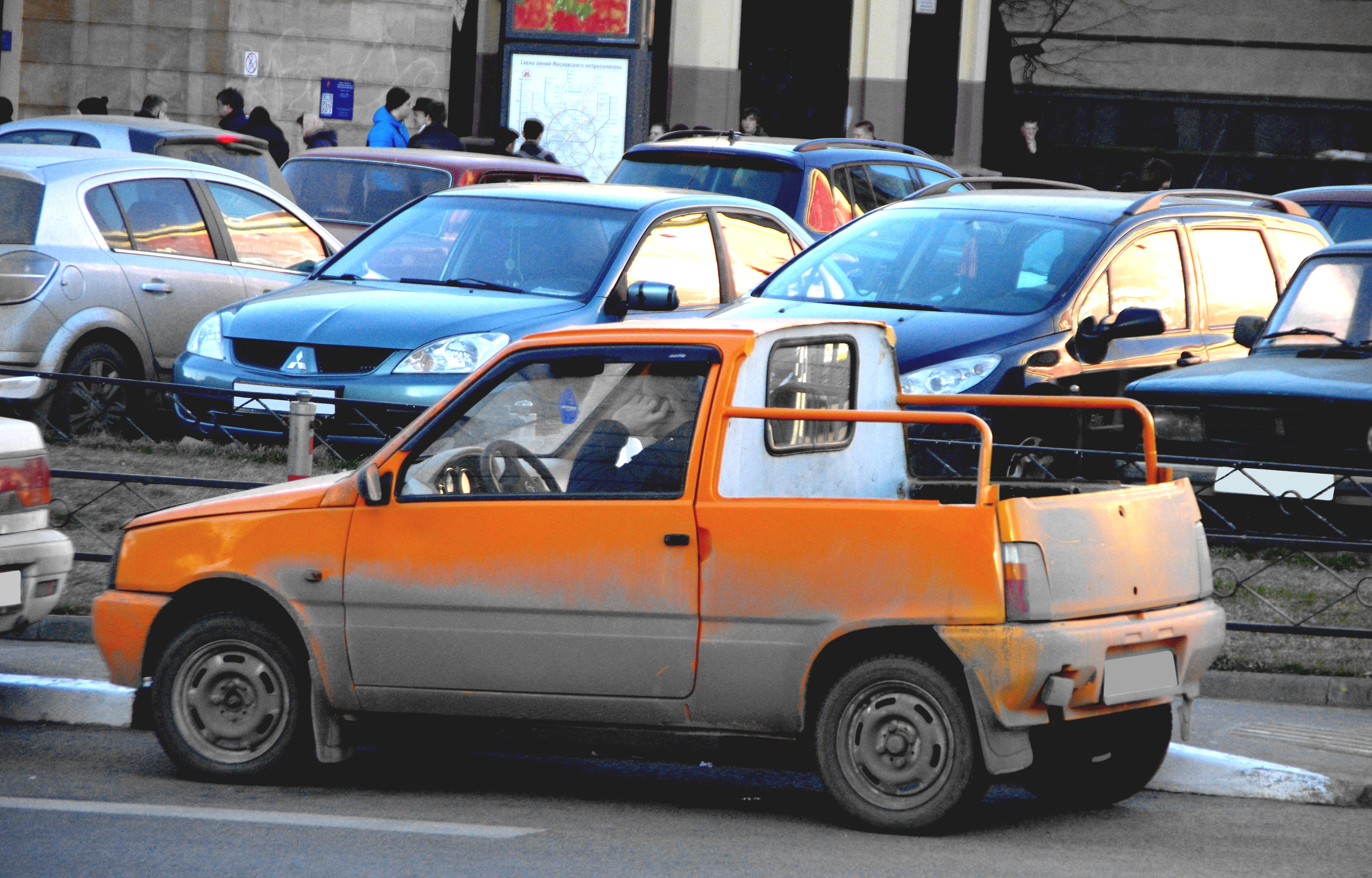
SeAZ-11116-0000011-50

Su agilidad y su tope de aceleración (que no dejan de sorprender a pesar de su reducido tamaño), diferentes de su antecesor, se quedaron y tienen un lugar muy importante en la cultura local de Rusia, al que casualmente se le compara con su similar, el Zaporozhets, del que se diferencia por mucho de su lentitud y muy baja velocidad en comparación con éste.
Su pequeño tamaño y bajo peso (635 kilogramos), le sirvieron de origen a muchas bromas (en las cuales algunas gozan de fundamento) y son cientos las historias que involucran a muchos hombres acarreando un Oka fuera de su parqueadero cuando sufre algún desperfecto[cita requerida]
Algunas modificaciones especiales, parte de kits de adaptación para minusválidos, (de las cuales habían perdido una o ambas piernas o uno de sus brazos) eran distribuidas gratiutamente vía programas de asistencia social dentro de los privilegios de ayudas dentro de Rusia.
Como su hermanado más cercano, el VW Escarabajo, éste ofrece ciertos atractivos a su propietario, así como ya varios customizadores y modificadores de renombre mundial hacen versiones especialmente preparadas que son exhibidas en ferias locales de coches exóticos y en festivales de automóviles en Rusia y otras naciones del antiguo orbe soviético.
Se sabe de algunos planes que desde el año 2007 su fabricante tiene para re-estilizara dicho coche, manufacturándole de ser cierto con una nueva línea; en la que no se afectarían los trabajos de carrocería sobre el ya conocido chasis, cambiándose tan solo sus luces, el diseño interior y otras características. Así mismo, se sabe que en varias declaraciones de prensa, el fabricante no planea proseguir con una renovación por medio de unas esperadas series del Oka-2 o del Oka-3, así, el concepto de Lada de un coche compacto para las ciudades, en desarrollo por años; parece que no será continuado.

## El Lada Oká en América
Para el año 2007, una compañía estadounidense denominada Oka Auto USA, con base en Las Vegas, Nevada, ofrecía a sus clientes coches motorizados y propulsados eléctricamente para los compradores que quisieran el adquirir coches bajo la ley NEV (Neighborhood Electrical Vehicle) y lo rebautizaron como Oka NEV ZEV. Para adaptarse a los artículos de la ley NEV y sus regulaciones, el tope máximo de velocidad de un Oká eléctrico está limitada a los 52 kph.